# ヒュルミーネー
ヒュルミーネー（古希: Ὑρμίνη, Hyrmīnē）は、ギリシア神話の人物である。長音を省略してヒュルミネとも表記される。エーリス地方の王エンデュミオーンの子エペイオスの娘である。
パウサニアースによると、エーリス地方の英雄ポルバースとの間にアクトールを生んだ。シケリアのディオドーロスによると、このポルバースという人物は、もともとはテッサリアー地方のラピテース族の王の1人であったが、後にエーリス地方に招かれて王の1人となり、アクトールとアウゲイアースをもうけたという（ポルバースの妻については触れていない）。またヒュギーヌスによると、ポルバースとの間にティーピュスを生んだ。
子供のうちアクトールはモリオネの父となった。またアクトールは母の名前にちなんだ都市ヒュルミーネーを建設した。ティーピュスはアルゴナウタイの1人であり、アルゴー船の操舵手を務めた。